# Smutsiga fingrar
Smutsiga fingrar är en svensk thrillerfilm från 1973 i regi av Arne Mattsson. I huvudrollerna ses Peder Kinberg, Isabella Kaliff, Ulf Brunnberg och Heinz Hopf.

## Handling
Efter det att modefotografen Stefans syster Lotta begått självmord under narkotikapåverkan tar han och hans kompis Jonas upp jakten på de ansvariga. Till hjälp har de ett band som Lotta spelat in där hon nämner ett namn. Den ansvariga ligan skyr dock inga medel för att komma över bandet, och Stefan, Jonas och Stefans flickvän Tina svävar nu i livsfara ett flertal gånger, samtidigt som flera andra personer får sätta livet till. Narkotikasyndikatet visar sig snart ha trådar högt upp i samhället.

## Om filmen
Filmen premiärvisades den 2 januari 1973 på biograf Melody vid Engelbrektsplan i Stockholm. Den spelades in vintern 1971–1972 i Stockholm, Djursholm och på Lidingö av Hans Dittmer. Filmen hade enligt Arne Mattsson delvis autentiska polisrapporter som förlaga.
Filmen fick genomgående starkt negativ kritik av filmrecensenter i pressen. "Våldspornografisk bullfest" (Lasse Bergström, Expressen), "klantigt och deprimerande idiotiskt" (Maria Ortman, Sydsvenskan), "Det är två inbilska töntar som hamnar i en vanvettig röra av slemmiga figurer, gorillor, mord, tortyr och överfall." (Mauritz Edström, Dagens Nyheter), "I Mattsons händer reduceras allt stoff till thrillergenrens banalaste grepp. Mest pinsamt är det dåliga skådespeleriet." (Sune Örnberg, Göteborgs handelstidning) var några av omdömena.
Smutsiga fingrar har visats på TV4 vid tre tillfällen, 2002, 2003 och 2004.

## Rollista
| Peder Kinberg         | – Stefan Bergman, modefotograf               |
| Ulf Brunnberg         | – Jonas, Stefans kamrat                      |
| Isabella Kaliff       | – Tina, Stefans flickvän                     |
| Heinz Hopf            | – Harry                                      |
| Barbro Hiort af Ornäs | – Stefans mor                                |
| Ulf Palme             | – advokat Swan                               |
| Frank Sundström       | – domare Fredrik Bergman, Stefans far        |
| Jim Steffe            | – Björn, gorilla                             |
| Lena Bergqvist        | – Lotta, Stefans syster                      |
| Per Mattsson          | – Peter Olsson, Lottas f.d. pojkvän          |
| Jan-Olof Rydqvist     | – doktor Nilsson, alias Servus, lejd mördare |
| Agneta Prytz          | – Peters hyresvärdinna                       |
| Tord Peterson         | – Kurre, gorilla                             |
| Olle Björling         | – gorilla med napp                           |
| Claude Kazi-Tani      | – gorilla                                    |
| Lars Lind             | – kommissarie Lundmark                       |
| Arne Ragneborn        | – Kurres narkotikapåverkade hejduk           |
| Thore Segelström      | – gorilla med tagghandske                    |
| Peter Höglund         | – äldre fet gorilla                          |
| Maritta Marke         | – grinig gammal dam med hund i parken        |
| Birger Åsander        | – den långe fiskaren på båten                |
| Stig Johanson         | – den korte fiskaren på båten                |
| Gus Dahlström         | – fyllot vid Nybroviken                      |

### Ej krediterade
| Börje Ahlstedt     | – röst till Peder Kinberg                     |
| Lil Terselius      | – röst till Isabella Kaliff                   |
| Birgitta Molin     | – Marianne, bordellvärdinna                   |
| Solveig Andersson  | – bordellflicka                               |
| Marie Ekorre       | – bordellflicka                               |
| Eva Sjöström       | – bordellflicka                               |
| Christine Gyhagen  | – flicka på gym                               |
| Per-Axel Arosenius | – Balski, man på den kemisk-tekniska fabriken |
| Evert Granholm     | – nyfiken man med pälsmössa vid Nybroviken    |
| Karin Miller       | – Elin, Fredrik Bergmans hushållerska         |
| Elsa Prawitz       | – Fredrik Bergmans sekreterare                |
| Ulf Sunnanby       | – gorilla                                     |
| Lasse Lundgren     | – gorilla                                     |
| Jan Kreigsman      | – gorilla                                     |

## DVD
Filmen gavs ut på DVD 2016.